# پنوبسکات آیلند ایر
پنوبسکات آیلند ایر (به انگلیسی: Penobscot Island Air) یک شرکت هواپیمایی است که در تاریخ ۱۰ دسامبر ۲۰۰۴ میلادی تأسیس شده است. این شرکت هواپیمایی به ۴مقصد، پرواز مستقیم انجام می‌دهد.